# Покровка (Баєвський район)
Покро́вка (рос. Покровка) — село у складі Баєвського району Алтайського краю, Росія. Входить до складу Нижньочуманської сільської ради.

## Населення
Населення — 257 осіб (2010; 280 у 2002).
Національний склад (станом на 2002 рік):
- росіяни — 96 %